# Naranjito (Ecuador)
Naranjito es una ciudad ecuatoriana; cabecera del cantón homónimo, así como la décima urbe más grande y poblada de la Provincia de Guayas. Se localiza al centro-sur de la región litoral del Ecuador, asentada en una extensa llanura, atravesada por estero El Chorrón, a una altitud de 30 m s. n. m. y con un clima tropical de sabana de 25,5 °C en promedio. 
En el censo de 2022 tenía una población de 34.664 habitantes, lo que la convierte en la cuadragésima sexta ciudad más poblada del país. Sus orígenes datan de la época colonial, pero es a mediados del siglo XIX, debido a su producción agrícola, cuando presenta un sostenido crecimiento demográfico hasta establecer un poblado urbano. Las actividades principales económicas de la ciudad son: la agricultura, la ganadería y el comercio.

## Símbolos

### Escudo
- Estrella Blanca y listón: Representa la fuerza, el coraje, libertad y la fecha de cantonización.
- Caña de Azúcar (externa): Simboliza el producto que ha servido como desarrollo económico del catón.
- Caña de azúcar y piñones de engranaje de acero (interno): La caña de azúcar, en virtud de que Naranjito fue el primer productor de panela, por ello fuimos conocidos como "Capital Panelera del Ecuador, los piñones simbolizan a las antiguas máquinas llamadas "Trapiches" que fueron de utilidad para extraer el jugo de caña, materia prima para la elaboración de la panela, asimismo hace representación los piñones a la industria Azucarera.
- Cuerno de la Abundancia: Representa la variedad de frutos que produce nuestra tierra fecunda. (piña, banano,cacao,naranja,papaya).
- Árbol de Naranjo: Representa al achotillo o naranja de montaña, que según historiadores se deriva el nombre de Naranjito.
- Espada y Carabina: Hace referencia e imagen a Eloy Alfaro  "El Viejo Luchador"  por cuanto se recuerda la batalla "Revolución Liberal" en el estero Chorrón dada,  el  14 de enero de 1912.
- Transporte Ferroviario: El que sirvió por mucho tiempo como medio de transporte, desarrollo económico de Naranjito y como medio de comunicación  con otras ciudades.
- Rama de Laurel: Representa la victoria alcanzada por su gente a favor de su cantonización también manifiesta el proceso cultural, social, político y económico.

### Bandera
- El verde representa la exuberante vegetación de nuestro medio
- El blanco representa la pureza, virtud y nobleza de la mujer Naranjiteña.
- El naranja representa el color natural del fruto del naranjo que dio origen al nombre del cantón.
- El escudo se implanta en el centro, para identificarnos como cantón.

## Toponimia
El origen de Naranjito nace de los progenitores de nuestro Presidente Dr. Vicente Rocafuerte y Rodríguez de Bejarano, los mismos que vinieron de España y se posesionaron, donde hoy es el cantón Naranjito, en 1750, fundando la hacienda denominada naranjito por su climatología muy pródiga por la vegetación de diversas especies, como maderas de chanul, tangare, pechiche, amarillo, higuerones, etc. pero muy en especial la abundancia de achiotillo, planta que en España se conocía con el nombre de naranjito, lo que motivó que el Crnel. Jacinto de Bejarano, tío de Vicente Rocafuerte bautizará la zona, que comprendía la hacienda, con el nombre de Naranjito, que luego la comunidad costumbrista tradicionalmente ha manteniendo hasta la actualidad.

## Historia
La población es muy antigua aunque en los años de la colonia no tuvo mayor importancia. En la República, el 21 de julio de 1873 fue creada como parroquia rural del cantón Yaguachi, al que perteneció hasta el 17 de septiembre de 1913 en que al crearse el cantón Milagro pasó a pertenecer a esa nueva jurisdicción. Finalmente fue cantonizado por decreto del 5 de octubre de 1972 expedido por el gobierno del Gral. Guillermo Rodríguez Lara, que la integró además con las parroquias rurales Bucay, Lorenzo de Garaycoa, y Marcelino Maridueña. El decreto fue modificado el 15 de diciembre de ese mismo año, y quedó el cantón con su cabecera cantonal en Naranjito y con Barraganetal como parroquia rural. La historia de Naranjito está plagada de episodios heroicos ocurridos durante la Revolución Liberal, y en sus campos se libró, en el año 1912, uno de los más sangrientos combates entre los ejércitos revolucionarios alfaristas y los gobiernistas del Gral. Leonidas Plaza Gutiérrez.
La parroquia Naranjito fue elevada a la categoría de cantón el 5 de octubre de 1972, mediante decreto Supremo n.º 1148, el cual fue modificado con decreto n.º 1455 del 15 de agosto de 1972.

## Geografía
El cantón Naranjito forma parte de la Provincia del Guayas y se encuentra ubicada al noreste de la ciudad de Guayaquil, geográficamente en la subregión cálida, ardiente y húmeda de la región litoral o costa ecuatoriana.
Registra una altura de 36 metros sobre el nivel del mar, con una temperatura de 26.3 grados centígrados, Naranjito con relación a la ciudad de Guayaquil se encuentra ubicado a 50.5 km. y a 395.8 km de la ciudad de Quito

### Clima
De acuerdo con la clasificación climática de Köppen, Naranjito experimenta un clima de sabana típico (Aw), el cual se caracteriza por las temperaturas altas, la estación seca coincide con los meses más fríos y las lluvias con los más cálidos. Las estaciones del año no son sensibles en la zona ecuatorial, no obstante, su proximidad al océano Pacífico hace que las corrientes de Humboldt (fría) y de El Niño (cálida) marquen dos períodos climáticos bien diferenciados: un pluvioso y cálido invierno, que va de noviembre a mayo, y un "verano" seco y ligeramente más fresco, entre junio y octubre. 
Su temperatura promedio anual es de 25,5 °C; con un promedio de 26,8 °C, abril es el mes más cálido, mientras agosto es el mes más frío, con 24,1 °C en promedio. Es un clima isotérmico por sus constantes precipitaciones durante todo el año (amplitud térmica anual inferior a 3 °C entre el mes más frío y el más cálido), si bien la temperatura real no es extremadamente alta, la humedad hace que la sensación térmica se eleve hacia los 35 °C o más. En cuanto a la precipitación, goza de lluvias abundantes y regulares siempre superiores a 1800 mm por año; hay una diferencia de 466,4 mm de precipitación entre los meses más secos y los más húmedos. La humedad relativa también es constante, con un promedio anual de 84,6%. 
| Parámetros climáticos promedio de Naranjito, Ecuador | Parámetros climáticos promedio de Naranjito, Ecuador | Parámetros climáticos promedio de Naranjito, Ecuador | Parámetros climáticos promedio de Naranjito, Ecuador | Parámetros climáticos promedio de Naranjito, Ecuador | Parámetros climáticos promedio de Naranjito, Ecuador | Parámetros climáticos promedio de Naranjito, Ecuador | Parámetros climáticos promedio de Naranjito, Ecuador | Parámetros climáticos promedio de Naranjito, Ecuador | Parámetros climáticos promedio de Naranjito, Ecuador | Parámetros climáticos promedio de Naranjito, Ecuador | Parámetros climáticos promedio de Naranjito, Ecuador | Parámetros climáticos promedio de Naranjito, Ecuador | Parámetros climáticos promedio de Naranjito, Ecuador |
| Mes                                                  | Ene.                                                 | Feb.                                                 | Mar.                                                 | Abr.                                                 | May.                                                 | Jun.                                                 | Jul.                                                 | Ago.                                                 | Sep.                                                 | Oct.                                                 | Nov.                                                 | Dic.                                                 | Anual                                                |
| ---------------------------------------------------- | ---------------------------------------------------- | ---------------------------------------------------- | ---------------------------------------------------- | ---------------------------------------------------- | ---------------------------------------------------- | ---------------------------------------------------- | ---------------------------------------------------- | ---------------------------------------------------- | ---------------------------------------------------- | ---------------------------------------------------- | ---------------------------------------------------- | ---------------------------------------------------- | ---------------------------------------------------- |
| Temp. máx. media (°C)                                | 30.5                                                 | 30.4                                                 | 31.2                                                 | 31.4                                                 | 30.8                                                 | 29.2                                                 | 28.4                                                 | 28.5                                                 | 29.0                                                 | 29.1                                                 | 29.4                                                 | 30.4                                                 | 29.9                                                 |
| Temp. media (°C)                                     | 26.2                                                 | 26.1                                                 | 26.7                                                 | 26.8                                                 | 26.5                                                 | 25.2                                                 | 24.3                                                 | 24.1                                                 | 24.4                                                 | 24.9                                                 | 25.1                                                 | 26.1                                                 | 25.5                                                 |
| Temp. mín. media (°C)                                | 22.6                                                 | 22.8                                                 | 23.1                                                 | 23.0                                                 | 22.9                                                 | 21.7                                                 | 20.9                                                 | 20.4                                                 | 20.7                                                 | 21.2                                                 | 21.4                                                 | 22.1                                                 | 21.9                                                 |
| Precipitación total (mm)                             | 221.3                                                | 469.7                                                | 448.8                                                | 285.2                                                | 133.9                                                | 31.4                                                 | 20.3                                                 | 3.3                                                  | 13.6                                                 | 4.0                                                  | 56.9                                                 | 112.2                                                | 1800.6                                               |
| Horas de sol                                         | 204.6                                                | 208.8                                                | 235.6                                                | 225                                                  | 204.6                                                | 165                                                  | 151.9                                                | 142.6                                                | 138                                                  | 108.5                                                | 108                                                  | 167.4                                                | 2060                                                 |
| Humedad relativa (%)                                 | 86                                                   | 87                                                   | 86                                                   | 86                                                   | 87                                                   | 86                                                   | 86                                                   | 84                                                   | 83                                                   | 82                                                   | 80                                                   | 82                                                   | 84.6                                                 |
| Fuente: NOAA Climate-data.org                        |                                                      |                                                      |                                                      |                                                      |                                                      |                                                      |                                                      |                                                      |                                                      |                                                      |                                                      |                                                      |                                                      |

## Política
Territorialmente, la ciudad de Naranjito está organizada en una única parroquia urbana, que abarca el aérea total del Cantón Naranjito. El término "parroquia" es usado en el Ecuador para referirse a territorios dentro de la división administrativa municipal.
La ciudad y el cantón Naranjito, al igual que las demás localidades ecuatorianas, se rige por una municipalidad según lo previsto en la Constitución de la República. El Gobierno Autónomo Descentralizado Municipal de Naranjito, es una entidad de gobierno seccional que administra el cantón de forma autónoma al gobierno central. La municipalidad está organizada por la separación de poderes de carácter ejecutivo representado por el alcalde, y otro de carácter legislativo conformado por los miembros del concejo cantonal.
La Municipalidad de Naranjito, se rige principalmente sobre la base de lo estipulado en los artículos 253 y 264 de la Constitución Política de la República y en la Ley de Régimen Municipal en sus artículos 1 y 16, que establece la autonomía funcional, económica y administrativa de la Entidad.

### Alcaldía
El poder ejecutivo de la ciudad es desempeñado por un ciudadano con título de Alcalde del Cantón Naranjito, el cual es elegido por sufragio directo en una sola vuelta electoral, sin fórmulas o binomios en las elecciones municipales. El vicealcalde no es elegido de la misma manera, ya que una vez instalado el Concejo Cantonal se elegirá entre los ediles un encargado para aquel cargo. El alcalde y el vicealcalde duran cuatro años en sus funciones, y en el caso del alcalde, tiene la opción de reelección inmediata o sucesiva. El alcalde es el máximo representante de la municipalidad y tiene voto dirimente en el concejo cantonal, mientras que el vicealcalde realiza las funciones del alcalde de modo suplente mientras no pueda ejercer sus funciones el alcalde titular.
El alcalde cuenta con su propio gabinete de administración municipal mediante múltiples direcciones de nivel de asesoría, de apoyo y operativo. Los encargados de aquellas direcciones municipales son designados por el propio alcalde. Actualmente, el alcalde de Naranjito es Cristian Suárez, elegido para el periodo 2023 - 2027.

### Concejo cantonal
El poder legislativo de la ciudad es ejercido por el Concejo Cantonal de Naranjito el cual es un pequeño parlamento unicameral que se constituye al igual que en los demás cantones mediante la disposición del artículo 253 de la Constitución Política Nacional. De acuerdo a lo establecido en la ley, la cantidad de miembros del concejo representa proporcionalmente a la población del cantón.
Naranjito posee 5 concejales, los cuales son elegidos mediante sufragio (Sistema D'Hondt) y duran en sus funciones cuatro años pudiendo ser reelegidos indefinidamente. El alcalde y el vicealcalde presiden el concejo en sus sesiones. Al recién instalarse el concejo cantonal por primera vez los miembros eligen de entre ellos un designado para el cargo de vicealcalde de la ciudad.

## Turismo
Uno de sus principales atractivos turísticos de este cantón es el Balneario "La Unión", con cabañas en la rivera en donde puede gozar de la música nacional y la sabrosa comida criolla. Los habitantes de este sitio tienen como plato favorito la fritada de chancho y la salchicha.

### Festividades
Sus principales celebraciones son:
- El 5 de octubre Fiestas de Cantonización.
- El 24 de noviembre Fiesta en honor a la Virgen de los Dolores.

## Transporte
El transporte público es el principal medio transporte de los habitantes de la ciudad, tiene un servicio de bus público interparroquial e intercantonal para el transporte a localidades cercanas. Buena parte de las calles de la ciudad están asfaltadas o adoquinadas, aunque algunas están desgastadas y el resto de calles son lastradas, principalmente en los barrios nuevos que se expanden en la periferia de la urbe.

#### Avenidas importantes
- Av. 5 de octubre
- Av. Guayaquil
- Av. Quito
- General Cordova
- Av. 9 de octubre
- Eloy Alfaro
- García Moreno

## Educación
La ciudad cuenta con buena infraestructura para la educación. La educación pública en la ciudad, al igual que en el resto del país, es gratuita hasta la universidad (tercer nivel) de acuerdo a lo estipulado en el artículo 348 y ratificado en los artículos 356 y 357 de la Constitución Nacional. Varios de los centros educativos de la ciudad cuentan con un gran prestigio. La ciudad está dentro del régimen Costa por lo que sus clases inician los primeros días de abril y luego de 200 días de clases se terminan en el mes de febrero. La infraestructura educacional presentan anualmente problemas debido a sus inicios de clases justo después del invierno, ya que las lluvias por lo general destruyen varias partes de los plantes educativos en parte debido a la mala calidad de materiales de construcción, especialmente a nivel marginal.

## Economía
Naranjito es una ciudad de amplia actividad comercial. Alberga grandes organismos financieros y comerciales de la zona. Su economía se basa en el comercio, la ganadería y la agricultura. Naranjito por ser una zona agrícola, posee una gran variedad de producción los mismos que sirven tanto para exportación así mismo como para el consumo interno. El 56% de producción lo constituye cultivo permanentes como caña de azúcar, café, cacao. Banano, piñas, etc., mientras que el 14% de la producción lo conforman los huertos mixtos, los mismos que sirven para el sustento diario de la población.

## Medios de comunicación
La ciudad posee una red de comunicación en continuo desarrollo y modernización. En la ciudad se dispone de varios medios de comunicación como prensa escrita, radio, televisión, telefonía, Internet y mensajería postal. En algunas comunidades rurales existen telefonía e Internet satelitales.
- Telefonía: Si bien la telefonía fija se mantiene aún con un crecimiento periódico, esta ha sido desplazada muy notablemente por la telefonía celular, tanto por la enorme cobertura que ofrece y la fácil accesibilidad. Existen 3 operadoras de telefonía fija, CNT (pública), TVCABLE y Claro (privadas) y cuatro operadoras de telefonía celular, Movistar, Claro y Tuenti (privadas) y CNT (pública).

- Radio: En la localidad existe una gran cantidad de sistemas radiales de transmisión nacional y local, e incluso de provincias y cantones vecinos.

- Medios televisivos: La mayoría de canales son nacionales, aunque se ha incluido canales locales recientemente. El apagón analógico se estableció para el 31 de diciembre de 2023.[6]

## Deporte
La Liga Deportiva Cantonal de Naranjito es el organismo rector del deporte en todo el Cantón Naranjito y por ende en la urbe se ejerce su autoridad de control. El deporte más popular en la ciudad, al igual que en todo el país, es el fútbol, siendo el deporte con mayor convocatoria. Actualmente, no existe ningún club naranjiteño activo en el fútbol profesional ecuatoriano. Al ser una localidad pequeña en la época de las fundaciones de los grandes equipos del país, Naranjito carece de un equipo simbólico de la ciudad, por lo que sus habitantes son aficionados en su mayoría de los clubes guayaquileños: Barcelona Sporting Club y Club Sport Emelec.
El principal recinto deportivo para la práctica del fútbol es el Estadio de la Liga Deportiva Cantonal de Naranjito. Es usado mayoritariamente para la práctica del fútbol y tiene capacidad para 800 espectadores. El estadio es sede de distintos eventos deportivos a nivel local, así como es escenario para varios eventos de tipo cultural, especialmente conciertos musicales.